# You Better You Bet
You Better You Bet este un cântec scris de Pete Townshend de la The Who pentru albumul lor din 1981 , Face Dances . Este prima melodie de pe album .